# Liste der Baudenkmäler in Vachendorf
Auf dieser Seite sind die Baudenkmäler in der oberbayerischen Gemeinde Vachendorf zusammengestellt. Diese Tabelle ist eine Teilliste der Liste der Baudenkmäler in Bayern. Grundlage ist die Bayerische Denkmalliste, die auf Basis des Bayerischen Denkmalschutzgesetzes vom 1. Oktober 1973 erstmals erstellt wurde und seither durch das Bayerische Landesamt für Denkmalpflege geführt wird. Die folgenden Angaben ersetzen nicht die rechtsverbindliche Auskunft der Denkmalschutzbehörde.
 Die Liste gibt den Fortschreibungsstand vom 24. Februar 2017 wieder und umfasst achtzehn Baudenkmäler.

## Baudenkmäler nach Ortsteilen

### Vachendorf
| Lage                                                     | Objekt                                    | Beschreibung | Akten-Nr.             | Bild                                      |
| -------------------------------------------------------- | ----------------------------------------- | --- | --------------------- | ----------------------------------------- |
| Hauptstraße 11 (Standort)                                | Katholische Kirche Mariä Himmelfahrt      | Chor und Langhaus, von Lorenzo Sciasca, 1680–82, Turm spätgotisch, 15. Jahrhundert, Langhausgewölbe und Turmhaube 1891 wiedererrichtet; mit Ausstattung.                     | D-1-89-161-1 Wikidata | weitere Bilder                            |
| Hauptstraße 13 (Standort)                                | Katholischer Pfarrhof                     | Zweigeschossiger Massivbau mit Eckrustizierung und Schopfwalmdach, im Kern 17. Jahrhundert, im 19. Jahrhundert überformt.                                                    | D-1-89-161-2 Wikidata | Katholischer Pfarrhof                     |
| Hauptstraße 19 (Standort)                                | Ehemaliges Bauernhaus, "beim Lockerbauer" | Mittertennbau mit jüngerer Widerkehr, Wohnteil mit weit vorkragendem Flachsatteldach und Hochlaube, Sandsteinportal, bezeichnet mit dem Jahr 1846.                           | D-1-89-161-3 Wikidata | Ehemaliges Bauernhaus, "beim Lockerbauer" |
| Zwischen Hauptstraße und Grabenstätter Straße (Standort) | Pestsäule                                 | Bildstock, hoher Rotmarmorschaft mit Laterne, Anfang 16. Jahrhundert; 1971 in die Ortsmitte versetzt.                                                                        | D-1-89-161-4          | Pestsäule                                 |
| Siegsdorfer Straße 5 (Standort)                          | Bauernhaus                                | Mittertennbau mit einseitigem Hakenschopf (Hacklschupf‘n), Wohnteil mit Kniestock, an der Firstpfette bezeichnet mit dem Jahr 1848.                                          | D-1-89-161-5          | Bauernhaus                                |
| Siegsdorfer Straße 6; Siegsdorfer Straße 8 (Standort)    | Getreidekasten                            | Zum Bauernhaus "beim Brunnleitner" eingeschossiger Getreidekasten, wohl zweite Hälfte 17. Jahrhundert, integriert ins Nebengebäude aus dem 19. Jahrhundert.                  | D-1-89-161-6          | Getreidekasten                            |
| Siegsdorfer Straße 7 (Standort)                          | Bauernhaus                                | Mittertennbau mit doppelter Widerkehr, Wohnteil mit Kniestock, Putzgliederung und Hochlaube, Firstpfette bezeichnet mit dem Jahr 1851, Haustür bezeichnet mit dem Jahr 1861. | D-1-89-161-7          | Bauernhaus                                |
| Nähe Siegsdorfer Straße (Standort)                       | Bildstock                                 | Rotmarmor-Bildstock mit Laterne, Anfang 16. Jahrhundert; 1993 versetzt. | D-1-89-161-8          | Bildstock                                 |

### Weitere Ortsteile
| Lage                                  | Objekt                                     | Beschreibung | Akten-Nr.     | Bild                  |
| ------------------------------------- | ------------------------------------------ | --- | ------------- | --------------------- |
| Alferting 2 (Standort)                | Katholische Filialkirche St. Georg am Berg | Romanisches Langhaus um 1660/65 überhöht und gewölbt, Chor spätgotisch, um 1500, Westturm mit Zwiebelhaube um 1720; mit Ausstattung.                                                                               | D-1-89-161-9  | weitere Bilder        |
| Einharting 2 (Standort)               | Katholische Filialkirche St. Margaretha    | Spätromanisch, 12./13. Jahrhundert und zweites Viertel 15. Jahrhundert, Sakristei um 1500, Turm 1663/64, Innenraumveränderungen im 19. Jahrhundert; mit Ausstattung; niedrige Friedhofsmauer, 16./17. Jahrhundert. | D-1-89-161-10 | BW                    |
| Hasperting 38 (Standort)              | Ehemaliges Bauernhaus                      | Mittertennbau mit Hakenschopf und Widerkehr, Wohnteil massiv mit Flachsatteldach, Firstpfette bezeichnet mit dem Jahr 1795.                                                                                        | D-1-89-161-17 | BW                    |
| Hasperting 44 (Standort)              | Bauernhaus                                 | Wohnteil des Bauernhauses, mit Blockbau-Obergeschoss und zweiseitiger Laube, wohl erste Hälfte 18. Jahrhundert. | D-1-89-161-11 | BW                    |
| Mühlen 32 (Standort)                  | Pestsäule                                  | Bildstock, Rotmarmor, Anfang 16. Jahrhundert; an der alten Mühlener Ortsstraße. | D-1-89-161-13 | BW                    |
| Mühlen 46 (Standort)                  | Bauernhaus                                 | Wohnteil des ehemaligen Bauernhauses, mit Blockbau-Obergeschoss und kurzer Giebellaube, 18. Jahrhundert. | D-1-89-161-12 | BW                    |
| Spielwang 13; Spielwang 14 (Standort) | Ehemaliges Bauernhaus                      | Wohnteil mit Blockbau-Obergeschoss um 1700, Hochlaube und hölzernes Türgewände, bezeichnet mit dem Jahr 1860, rückwärtiger Wirtschaftsteil neuzeitlich umgebaut.                                                   | D-1-89-161-14 | Ehemaliges Bauernhaus |
| Spielwang 15 (Standort)               | Schmiede                                   | Ehemalige Schmiede und Zuhaus, zweigeschossiger Satteldachbau, giebelseitig ehemalige Beschlagstelle mit Arkaden, wohl zweite Hälfte 19. Jahrhundert.                                                              | D-1-89-161-18 | Schmiede              |
| Wimpasing 9 (Standort)                | Bauernhaus                                 | Stattliches Bauernhaus mit Putzgliederung, um 1850, Halbgeschoss und Hochlaube 1991 in veränderten Dimensionen erneuert.                                                                                           | D-1-89-161-15 | BW                    |
| Wipfing 10 (Standort)                 | Bauernhaus                                 | Ehemaliges Bauernhaus mit Blockbau-Obergeschoss, im Kern 18. Jahrhundert, um 1900 überformt; Zuhaus, mit Blockbau-Obergeschoss, um 1900.                                                                           | D-1-89-161-16 | BW                    |